# Hypnotic (film 2023)
Hypnotic è un film del 2023 diretto da Robert Rodriguez.

## Trama
Il detective Daniel Rourke rientra in servizio dopo un periodo di forzato riposo dovuto alla sparizione della sua bambina, Minnie, scomparsa misteriosamente mentre giocava in un parco.
Insieme al suo collega, vengono messi di sorveglianza a una banca dopo che si è verificata una serie di rapine alle cassette di sicurezza di diverse filiali: vengono scassinate, ma ne rubano solo una. Quando arrivano sul luogo del nuovo colpo in seguito a una soffiata, Rourke trova nella cassetta di sicurezza che presumibilmente sarà rubata, la foto di sua figlia; la rapina avviene comunque e una volta raggiunti i ladri uno di loro, Dellrayne, gli parla per enigmi e i suoi due complici, su suo ordine, si uccidono a vicenda, sparandosi mentre il loro capo scompare nel nulla. Le indagini portano a Diana Cruz, autrice della soffiata, esperta di ipnosi ed ex agente del Governo, che sostiene che i rapinatori sono un gruppo di "ipnotici", anche loro ex agenti addestrati dal Governo, in grado di influenzare le menti e di far fare a chiunque ciò che vogliono.
Il collega di Rourke, ipnotizzato da Dellrayne, cerca di uccidere il detective e la Cruz, ma muore assassinato dalla donna. Ora i due sono ricercati e Diana rivela anche che Rourke non è facilmente influenzabile (lei non riesce a ipnotizzarlo, ma Dellrayne sì). Giunti in Messico da un ex collega di Diana, scoprono l'esistenza di "Domino", uno strumento in grado di controllare anche i più potenti ipnotici: esso è stato smontato in più parti, nascoste in alcune cassette in banca. Quando si ritrovano davanti ancora Dellrayne, Rourke riesce a contrastare l'ipnosi dell'uomo, volgendo la situazione a loro favore; Daniel è sconcertato perché non capisce come ha fatto e dove ha imparato. Si rivolgono a un amico di Diana, che porta Daniel a scoprire la sconcertante verità: anche lui è un ipnotico, Diana è sua moglie ed è stato lui a far sparire Minnie. La piccola infatti è figlia di due potenti ipnotici e una potenziale arma e lui l'ha nascosta per proteggerla dall'Organizzazione, mentre la madre voleva che la bambina fosse addestrata: Domino non è altri che Minnie. Scopre anche che tutto quello che finora ha vissuto è frutto dell'ipnosi. L'Organizzazione ha simulato tutto, per la dodicesima volta, nel tentativo di farsi dire dov'è Minnie, ma Daniel resiste. Quando l'Organizzazione gli resetta nuovamente la memoria e fa ripartire la simulazione ipnotica, tutto riparte da capo, ma Daniel riesce a fuggire e raggiunge la figlia, che aveva lasciato ai nonni, e che ormai è diventata una preadolescente. Diana e l'Organizzazione li rintracciano, ma fa parte del piano. Diana rammenta che alla nascita di Minnie, lei e Daniel avevano deciso di tenerla fuori dall'Organizzazione; tramite alcuni oggetti, come la foto di Minnie da piccola, si sono lasciati dei segnali subconsci per contrastare la situazione e fare in modo che Minnie crescesse e diventasse abbastanza potente da aiutarli ad annientare i membri dell'Organizzazione. Essi infatti, giunti sul luogo in cui Minnie è nascosta, rimangono vittime del gioco mentale della ragazzina e si suicidano tutti. Diana, Daniel e Minnie sono liberi di andarsene ma, in una scena post credit, si scopre che Dellrayne è riuscito a sopravvivere grazie a un'illusione mentale.

## Produzione
La prima sceneggiatura del progetto è stata scritta da Robert Rodriguez nel 2002. Nel 2018 Rodriguez viene scelto come regista, mentre Max Borenstein viene chiamato per riscrivere la sceneggiatura.

### Riprese
Le riprese del film, iniziate a Austin nel settembre 2021, sono terminate il 19 novembre dello stesso anno.
Il budget del film è stato tra i 60 e gli 80 milioni di dollari.

## Promozione
Il primo trailer del film è stato diffuso il 3 aprile 2023.

## Distribuzione
Una versione non definitiva, e ancora in lavorazione, della pellicola è stata presentata al festival South by Southwest il 12 marzo 2023.
Il film è stato distribuito nelle sale cinematografiche statunitensi a partire dal 12 maggio 2023 ed in quelle italiane dal 6 luglio dello stesso anno.

### Divieti
Negli Stati Uniti il film è stato vietato ai minori di 17 anni non accompagnati da adulti per la presenza di "violenza".